# Crossroads Fire Tower
La Crossroads Fire Tower est une tour de guet du comté d'Ashley, dans l'Arkansas, aux  États-Unis. Haute d'environ 36,6 mètres, elle est inscrite au Registre national des lieux historiques depuis le 2 mars 2006.